# خانه حکیم
خانه حکیم مربوط به دوره قاجار است و در بهبهان، خیابان شهیدان بنک پور، کوچه شهید بخردیان واقع شده و این اثر در تاریخ ۲۳ شهریور ۱۳۸۲ با شمارهٔ ثبت ۹۹۴۶ به‌عنوان یکی از آثار ملی ایران به ثبت رسیده است.این خانه تاریخی متعلق به حکیم ابوالقاسم شکرریز، طبیب و تاجر شکر با هندوستان بوده است.